# Federació Internacional d'Universitats Catòliques
La Federació Internacional d'Universitats Catòliques (en francès: Fédération Internationale des Universités Catholiques) és una organització de 226 universitats catòliques d'arreu del món. El secretariat és a l'Institut Catòlic de París.
La federació té els seus orígens en la col·laboració el 1924 entre la Università Cattolica del Sacro Cuore de Milà i la Universitat Catòlica de Nijmegen als Països Baixos. Va ser creada per un decret papal el 1948 com a Fœderatio Universitatum Catholicarum i es va convertir en la Federació Internacional d'Universitats Catòliques el 1965. La FIUC facilita programes de recerca, col·laboració i intercanvi entre instituts d'educació catòlics. El 2023, tenia 226 universitats membres a tot el món.